# 下頭份溪橋
台鐵海線鐵路下頭份溪橋是位於台灣苗栗縣中港溪上的一座鐵路橋樑，連接苗栗縣竹南鎮竹南車站與造橋鄉談文車站，1991年重建通車。

## 沿革與設計

### 第一代橋
台灣鐵路海線自1919年8月1日開工興建，該鐵路中港站（今竹南站）至淡文湖站（今談文站）區間跨越中港溪的「下頭份溪橋」，建設於山線鐵路頭份溪橋下游側一旁，為16孔每孔跨度19.2公尺的上承式鋼鈑梁橋，長307公尺，基礎為9.47至10.82公尺之沉箱，工程由技師島崎二郎負責，1922年4月完成鋼鈑梁架設，並隨著海線鐵路於同年10月11日全線通車而啟用。
第一代橋橋台與橋墩採用紅磚砌築，橋墩墩身為橢圓形；鋼鈑梁採用大阪汽車製造合資會社的產品。橋梁下部結構完成後，以架梁列車牽引吊掛鋼梁放置橋墩頂端，花費數日即完成上部結構，其中1日臺灣總督府鐵道部部長新元鹿之助、技師音羽守、技師小山三郎等人均到場視察。

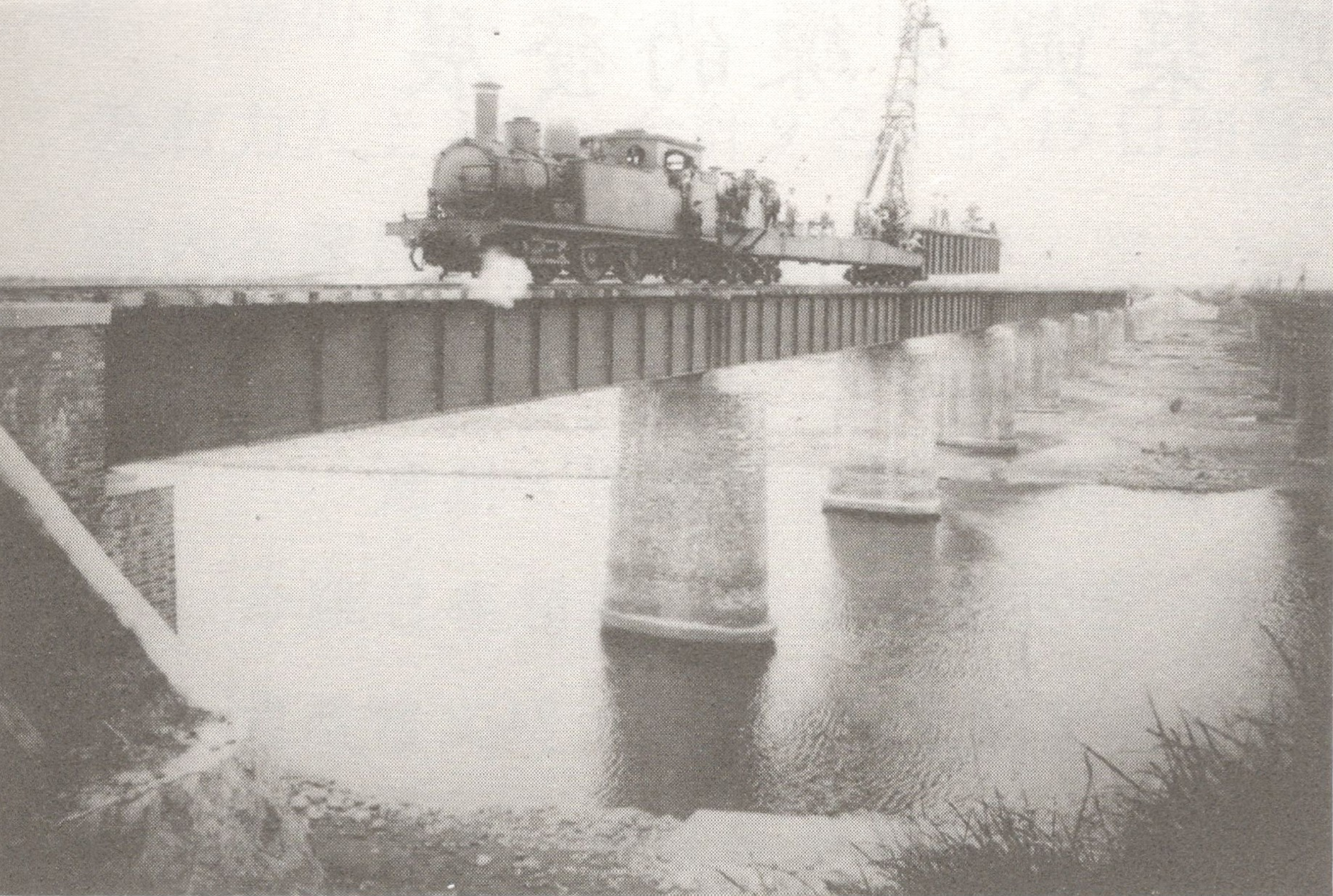
1922年4月海線第一代下頭份溪橋架設鋼鈑梁，照片由南向北拍攝，右側為山線鐵路頭份溪橋（前畑俊穗／藏）
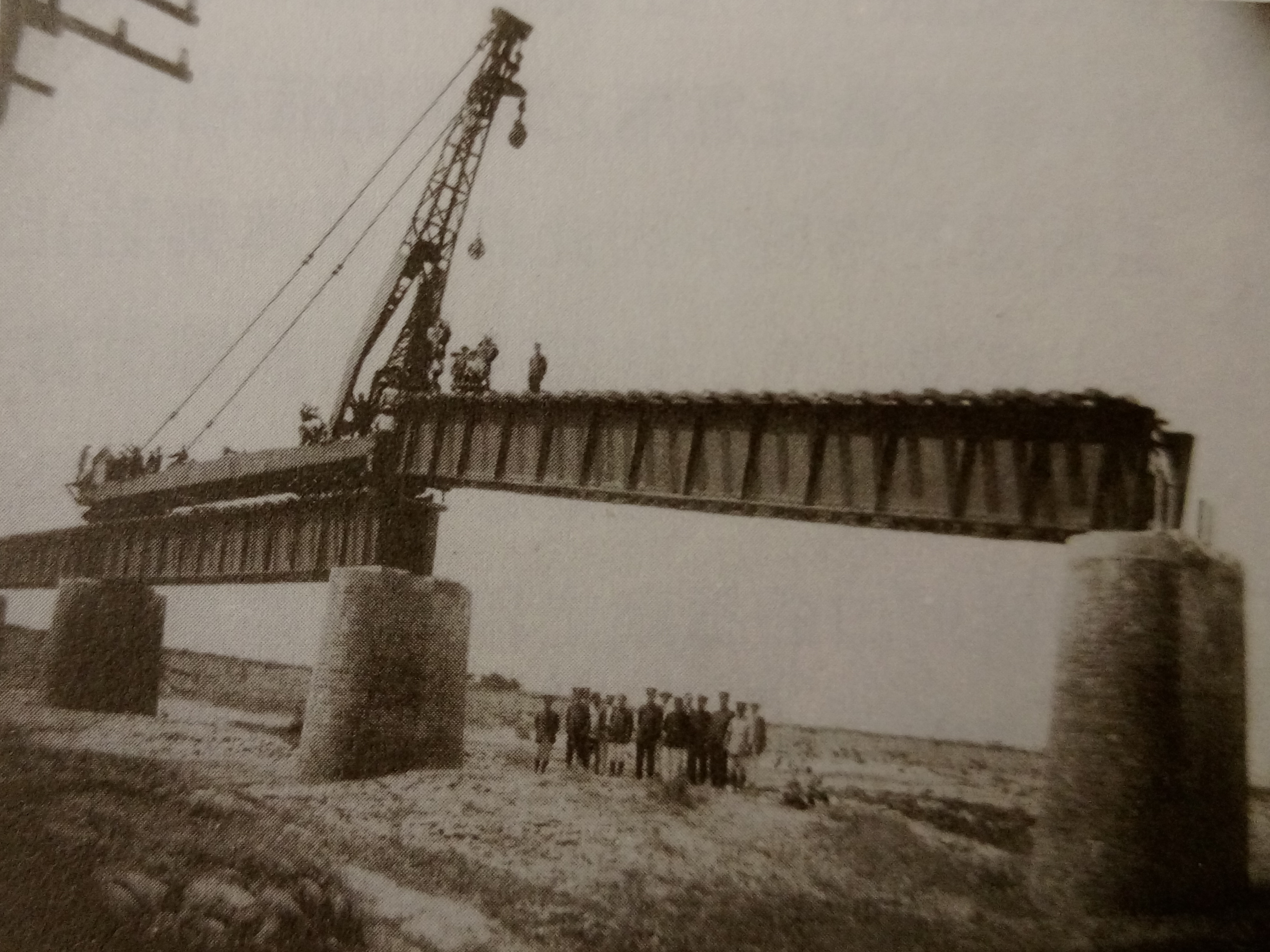
1922年4月海線第一代下頭份溪橋架設鋼鈑梁，照片由東向西拍攝（前畑俊穗／藏）

#### 改良
- 1958年9月26日10時55分至14時35分封鎖鐵路，抽換一孔鋼梁[8][9]。
- 1958年10月2日、5日兩天10時55分至14時35分封鎖鐵路，抽換三孔鋼梁[10]。
- 部分橋墩頂部加建帽梁[11]，年代待考。

#### 鐵路電氣化
1978年6月1日，包含第一代橋在內的海線鐵路完成電氣化接電試車，本橋增設電車線電桿等設備。

### 第二代橋
台鐵局自1980年代起大規模重建各路線舊橋，其中下頭份溪橋因梁底高度不足，洪水來襲時岌岌可危，橋墩長期經水流沖刷有淘空之虞，影響穩定性，且橋梁南端路線為半徑400公尺彎道，需予以改善，於是納入「鐵路沿線老舊橋梁重建工程」計畫中重建。
第二代橋配合海線鐵路雙軌工程，重新選線遷建於第一代橋下游側約330公尺之處，由退除役官兵輔導會榮民工程處承包興建，下部結構為單圓柱懸臂式橋墩及直徑6公尺開口圓形沉箱基礎（平均深20公尺）、上部結構則為上承式預力混凝土簡支梁，橋梁全長435.6公尺，計22孔橋孔，每孔19.8公尺，橋寬採複線化設計，自1988年8月7日開工，期間遭遇用地問題、民眾抗爭陳情、沉箱挖掘遭遇毒氣等阻礙，至1991年3月13日始完工切換西主正線通車，並停用第一代橋，橋面鋪設傳統道碴式軌道。
二代橋完工後，台鐵於北橋台路線西側設置大理石橋名牌，北面題「下頭份溪橋」，南面則題有「頭份山水」四字。

#### 其他紀事
- 第二代下頭份溪橋工程，一併改建了該橋前、後路段的下南港溪橋與若干小橋[1]。
- 二代橋啟用後先維持單線行車，至2008年1月24日竹南車站至談文車站間複線化工程鋪設東主正線通車後[13][14]，本橋始成為雙線行車之橋梁。